# بياض البيض

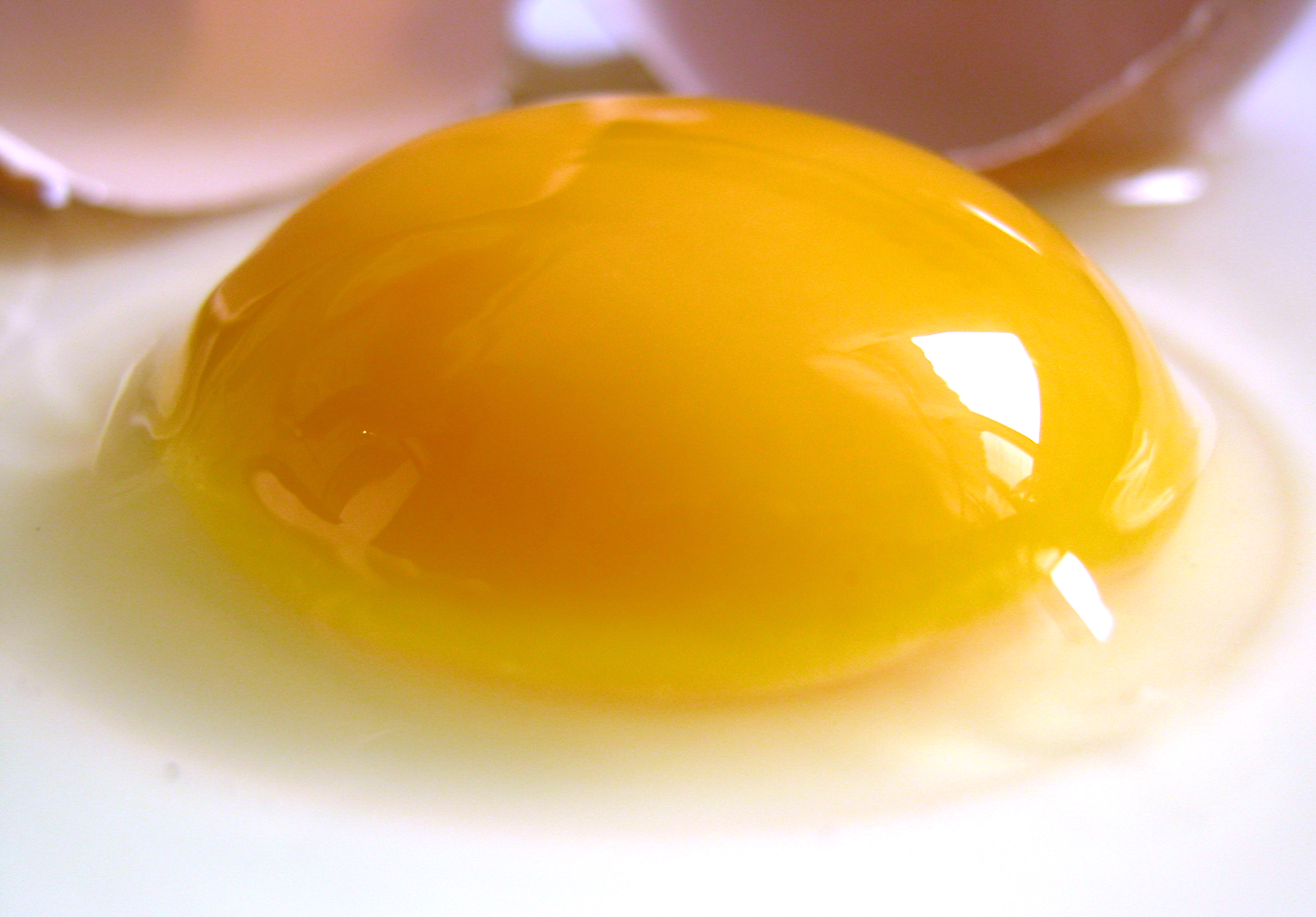
مح البيض

الآح أو آح البيضة أو بياض البيض أو الزلال، أما صفار البيض فيسمى المح. وقد أثبتت عدة دراسات أن بياض البيض يحوي كمية كبيرة جداً من البروتين بيد أن المح الذي هو نواة هذه الخلية الكبيرة إنما هو ألياف دهنية تفيد في تركيب حاثة التوستسترون الذكرية.

## المعلومات الغذائية
يحتوي بياض كل بيضة (33جرام)، بحسب وزارة الزراعة الأميركية على المعلومات الغذائية التالية :
- السعرات الحرارية: 22
- ماء: 29 جرام.
- الدهون: 0.07 جرام.
- الكاربوهيدرات: 0.24 جرام.
- الألياف: 0 جرام.
- البروتينات: 3.6 جرام.
- الكولسترول: 0.01 جرام.
- صوديوم: 55 مليجرام.